# تشارلز روبرت
تشارلز روبرت (بالإنجليزية: Charles Robert Cockerell)‏ (و. 1788 – 1863 م) هو عالم الإنسان، ومؤرخ الفن، ومهندس معماري، وعالم آثار من المملكة المتحدة . ولد في لندن .
وهو عضو في المعهد الألماني للآثار، والأكاديمية الملكية للفنون .
توفي في لندن .

## التعليم
تعلم في Westminster School

## جوائز
حصل على جوائز منها:
- جائزة ريبا (1848).

## روابط خارجية
- تشارلز روبرت على موقع الموسوعة البريطانية (الإنجليزية)